# أكابيرا (هوكايدو)
مدينة أكابيرا (بالإنجليزية: Akabira)‏ هي أحد المدن التابعة لمحافظة هوكايدو. تأسست رسميًا في 01/07/1954. ويقدر عدد سكانها بـ 12234 نسمة حسب تقدير مكتب الإحصاء الياباني لعام 2012. تبلغ مساحة أكابيرا 129.88 كم2. بكثافة سكانية تبلغ 94.2 نسمة/كم2.

## توأمة
لأكابيرا (هوكايدو) اتفاقيات توأمة مع كل من:
- مدينة ميلو [الإنجليزية]‏ (30 سبتمبر 1999 - )
- سامتشوك (18 يوليو 1997 - )
- كاغا (10 أكتوبر 1995 - )